# Maxing
Maxing es una productora y distribuidora de cine para adultos japonés.

## Información
Maxing es una empresa independiente de vídeos para adultos especializada en la venta de vídeos en lugar de su alquiler. El estudio se fundó en 2006 y lanzó su primer conjunto de vídeos el 16 de octubre de ese año. Uno de los primeros éxitos de la empresa fue el fichaje de la AV Idol Akiho Yoshizawa. Su primer vídeo, Sell Debut Love Acky, fue uno de los primeros vídeos de Maxing ofrecidos en octubre de 2006. Otro éxito fue traer de vuelta a Naho Ozawa de su retiro y su primer vídeo con Maxing, Naho Ozawa Encore, también formó parte de los lanzamientos de octubre de 2006.
La compañía lanza alrededor de 15 nuevos vídeos al mes y en septiembre de 2011, DMM, el brazo de ventas y distribución de vídeo de Hokuto Corporation, enumeraba casi 700 títulos de DVD bajo el nombre de Maxing. Además de los productos en DVD, en abril de 2008 la compañía también comenzó a producir vídeos en discos Blu-Ray y en agosto de 2010, Maxing sacó sus primeros vídeos en formato 3D para los nuevos televisores 3D, siguiendo de cerca el ejemplo de S1 No. 1 Style, que había lanzado los primeros productos 3D de la industria para adultos japonesa en junio de 2010.
En los Adult Broadcasting Awards de 2010 para material para adultos la producción de Maxing Yuzuka Kinoshita - New Face protagonizada por esta actriz que daba nombre ganó el premio al mejor programa entre los más de 10 000 emitidos ese año.

## Sellos
Además del sello Maxing, el estudio también ha publicado vídeos bajo otras marcas:
- Bodyva
- Cool Sexy
- Jukebox
- MAXING 3D
- Natural Beauty
- Pretty Cute
- Roppongi

## Actrices
Algunas AV Idols del porno japonés que han actuado para Maxing han sido:
- Elly Akira
- Hikari Hino
- Kaho Kasumi
- Minako Konno
- Miho Maeshima
- Mihiro
- Nao Oikawa
- Ai Sayama
- Tsubomi
- Akiho Yoshizawa
- Maria Yumeno